# یوشیکو ساکورای
یوشیکو ساکورای در ۲۶ اکتبر ۱۹۴۵ در هانوی به دنیا آمد. یوشیکو یک روزنامه‌نگار مستقل در ژاپن است که آغاز به کارش در کریسچن ساینس مانیتور بود. وی برای مدتی طولانی مجری برنامه‌های خبری در تلویزیون نیپون بوده‌است. یوشیکو بومی شهر ناگائوکا (استان نیگاتا) و فارغ‌التحصیل تاریخ در دانشگاه هاوایی است. وی در حال حاضر رئیس مؤسسه پرسش‌های اساسی دولت در ژاپن است.

## کتابشناسی (به زبان ژاپنی)
- 『ちょっと問題!Tokyo国際報道』（講談社, ۱۹۸۵年۱۲月）شابک ‎۴۰۶۲۰۲۵۳۵۳
- 『ライサ・ゴルバチョフ: 鉄道員の娘からファーストレディヘ』（ウルダ・ユルゲンス著, 櫻井よしこ訳. ダイヤモンド社, ۱۹۹۱年۳月）شابک ‎۴۴۷۸۹۴۰۷۳۸
- 『「政治」は誰のものか』（PHP研究所, ۱۹۹۳年۱月）شابک ‎۴۵۶۹۵۳۸۵۴۱
- 『桜井よしこが取材する』（ダイヤモンド社, ۱۹۹۴年۶月）شابک ‎۴۴۷۸۹۴۱۰۴۱